# Gobio maeandricus
Gobio maeandricus är en fiskart som beskrevs av Naseka, Erk'akan och Küçük 2006. Gobio maeandricus ingår i släktet Gobio och familjen karpfiskar. Inga underarter finns listade i Catalogue of Life.